# Condition Critical
《Condition Critical》은 미국의 헤비 메탈 밴드 콰이어트 라이엇의 네 번째 스튜디오 음반이다. 1984년에 발매되었으며, 팬들의 반응이나 판매 면에서 전작 (1983년의 《Metal Health》)만큼의 성공을 거두지는 못했다. 그러나 이 음반은 100만 장 이상이 판매되었고, 미국 빌보드 200 차트에서 최고 15위를 기록했다. 밴드의 이전 음반과 마찬가지로, 《Condition Critical》 역시 두 번째 트랙에 슬레이드의 커버 곡이 수록되어 있다. 전작에는 〈Cum On Feel the Noize〉가, 이번 음반에는 〈Mama Weer All Crazee Now〉가 수록되었다.
〈Party All Night〉 (〈Party All Nite〉로도 알려져 있음)과 〈Mama Weer All Crazee Now〉는 각각 뮤직 비디오가 제작되었으며, 둘 다 TV에서 일정량 방영되었다. 전작 음반 커버에 있었던 금속 마스크를 쓴 동일한 남성이 이번 음반의 커버에도 등장하며, 이후 밴드의 여러 음반 커버에도 반복적으로 등장하여 밴드의 마스코트로 자리 잡았다. 이 캐릭터는 위에서 언급한 두 뮤직 비디오에도 카메오로 등장한다.
수록곡 〈Stomp Your Hands, Clap Your Feet〉는 슬레이드의 1974년 음반 《Old New Borrowed and Blue》의 미국 발매 당시 원제와 같은 제목을 사용하고 있다.

## 평가
| 전문가 평가 | 전문가 평가 |
| 평가 점수   | 평가 점수   |
| 출처        | 점수        |
| ----------- | ----------- |
| AllMusic    | [ 2 ]       |

프로그램 《비하인드 더 뮤직》에서 프론트맨 케빈 듀브로우가 음악 기자와 동료 헤비 메탈 뮤지션들에 대해 보여준 전투적인 태도에 대해 언급했듯이, 그는 잡지 《히트 패러더》를 화장지에 비유하며 다른 밴드 멤버들과 그들의 프로듀서가 음반 리뷰에 상처를 준 것처럼 느꼈다고 말했다. 듀브로우는 나중에 동의하며 유감을 표명했다.
2019년 《브레이브워즈》와의 인터뷰에서 드러머 프랭키 바날리는 음반이 성공적인 전작만큼 음악적으로 강하지 않은 이유를 설명했다. "투어가 끝나고 로스앤젤레스로 돌아오자마자 레이블은 우리가 스튜디오로 돌아가 예전의 '철이 뜨거울 때 파업' 방식의 사고방식으로 또 다른 음반을 녹음하기를 원했습니다. 그래서 우리는 잘 쉬지 못했고, 작년에 정말 열심히 녹음한 후 다시 신선하게 녹음할 시간이 있었다면 더 나은 서비스를 받았을 것입니다. 하지만 우리는 이 문제에 대해 선택의 여지가 없었을 뿐입니다."
올뮤직의 비평가 스티븐 토마스 얼와인은 《Condition Critical》에 대해 복합적이지만 대체로 긍정적인 평가를 내렸다. 그는 슬레이드의 커버 곡인 〈Mama Weer All Crazee Now〉를 음반에서 가장 뛰어난 곡이라고 보았으며, 그 이유로 "기타 리프의 훅이 탄탄하다"고 평했다.

## 곡 목록
모든 곡들은 특별한 언급이 없는 한 케빈 듀브로우에 의해 작사/작곡하였다.
| #   | 제목                                         | 작사·작곡                       | 재생 시간 |
| --- | -------------------------------------------- | ------------------------------- | --------- |
| 1.  | 〈Sign of the Times〉                        | 듀브로우, 카를로스 카바조       | 5:03      |
| 2.  | 〈Mama Weer All Crazee Now〉 (슬레이드 커버) | 노디 홀더, 짐 리                | 3:38      |
| 3.  | 〈Party All Night〉                          |                                 | 3:32      |
| 4.  | 〈Stomp Your Hands, Clap Your Feet〉         |                                 | 4:38      |
| 5.  | 〈Winners Take All〉                         |                                 | 5:32      |
| 6.  | 〈Condition Critical〉                       | 듀브로우, 카바조, 프랭키 바날리 | 5:02      |
| 7.  | 〈Scream and Shout〉                         | 듀브로우, 카바조, 루디 사르조   | 4:01      |
| 8.  | 〈Red Alert〉                                |                                 | 4:28      |
| 9.  | 〈Bad Boy〉                                  |                                 | 4:21      |
| 10. | 〈(We Were) Born to Rock〉                   |                                 | 3:34      |

## 인증
| 국가                       | 인증     | 판매량/출하량 |
| -------------------------- | -------- | ------------- |
| 캐나다 (뮤직 캐나다)       | 플래티넘 | 100,000^      |
| 미국 (RIAA)                | 플래티넘 | 1,000,000^    |
| ^출하량을 기반으로 한 인증 |          |               |